# Charlie Shoemake
Charles Edward „Charlie“ Shoemake (* 27. Juli 1937 in Houston, Texas) ist ein amerikanischer Musiker (Vibraphon, Piano) des Modern Jazz. 
Shoemake erhielt Klavierunterricht ab dem sechsten Lebensjahr und studierte an der Southern Methodist University in Dallas Klavier. Ab 1956 war er in Los Angeles tätig, wo er Privatstunden bei Jimmy Rowles nahm, in den Studios tätig war, aber auch mit Charles Lloyd, Art Pepper und den Lighthouse All Stars aufnahm. Mitte der 1960er Jahre wechselte er unter dem Einfluss von Victor Feldman zum Vibraphon. Zwischen 1966 und 1973 war er Mitglied des Quintetts von George Shearing und fand dadurch international Beachtung. Weiterhin wirkte er an Einspielungen von Lalo Schifrin, Quincy Jones, Frank Sinatra, Johnny Mandel und Nelson Riddle mit. Mitte der 1970er Jahre eröffnete er eine Musikschule und gründete eigene Gruppen. 1978 erschien die erste Platte unter eigenem Namen. Er gilt als Spezialist für qualitativ hochwertigen „Easy Going Jazz“. Mit seiner Frau, der Sängerin Sandy Shoemake, lebt er seit 1990 in Cambria.

## Diskographische Hinweise
- Collaborations (1985) mit Bill Holman
- Satin Nights (1985/86) mit Conte Candoli, Don Rader, Phil Woods
- Stand-Up Guys (1989) mit Harold Land
- Land’s End (2000) mit Charles McPherson

## Lexigraphische Einträge
- Martin Kunzler: Jazz-Lexikon. Band 2: M–Z (= rororo-Sachbuch. Bd. 16513). 2. Auflage. Rowohlt, Reinbek bei Hamburg 2004, ISBN 3-499-16513-9.